# Championnat de Pologne de football de deuxième division 2019-2020
Navigation
I liga 2018-2019 I liga 2020-2021
La saison 2019-2020 du championnat de Pologne de football de deuxième division est la 72e saison de l'histoire de la compétition et la 12e sous l'appellation « I liga ». Ce championnat oppose dix-huit clubs polonais en une série de trente-quatre rencontres, disputées selon le système aller-retour où les différentes équipes s'affrontent une fois par phase, et où les deux premiers gagnent le droit d'accéder à la première division l'année suivante.
Cette saison voit l'instauration de barrages de montée, les équipes classées de la 3e à la 6e place jouent pour déterminer le troisième promu.
La saison est interrompue le 13 mars 2020 à cause de la pandémie de Covid-19. La compétition reprend sous huis clos à partir du 2 juin 2020.

## Compétition

### Classement
| Rang | Équipe                       | Pts | J  | G  | N  | P  | Bp | Bc | Diff |
| ---- | ---------------------------- | --- | -- | -- | -- | -- | -- | -- | ---- |
| 1    | Stal Mielec                  | 72  | 34 | 21 | 9  | 4  | 57 | 31 | +26  |
| 2    | Podbeskidzie Bielsko-Biała   | 65  | 34 | 19 | 8  | 7  | 64 | 35 | +29  |
| 3    | Warta Poznań                 | 60  | 34 | 18 | 6  | 10 | 52 | 35 | +17  |
| 4    | Radomiak Radom P             | 57  | 34 | 16 | 9  | 9  | 52 | 45 | +7   |
| 5    | Miedź Legnica R              | 51  | 34 | 14 | 9  | 11 | 49 | 44 | +5   |
| 6    | Bruk-Bet Termalica Nieciecza | 50  | 34 | 14 | 8  | 12 | 47 | 34 | +13  |
| 7    | Chrobry Głogów               | 49  | 34 | 14 | 7  | 13 | 41 | 44 | -3   |
| 8    | Puszcza Niepołomice          | 48  | 34 | 13 | 9  | 12 | 36 | 37 | -1   |
| 9    | GKS Tychy                    | 47  | 34 | 12 | 11 | 11 | 60 | 53 | +7   |
| 10   | Stomil Olsztyn               | 46  | 34 | 13 | 7  | 14 | 30 | 38 | -8   |
| 11   | Zagłębie Sosnowiec R         | 44  | 34 | 12 | 8  | 14 | 49 | 55 | -6   |
| 12   | Sandecja Nowy Sącz           | 44  | 34 | 12 | 8  | 14 | 45 | 49 | -4   |
| 13   | Odra Opole                   | 42  | 34 | 11 | 9  | 14 | 33 | 39 | -6   |
| 14   | MKS GKS Jastrzębie           | 41  | 34 | 9  | 14 | 11 | 41 | 46 | -5   |
| 15   | GKS Bełchatów P              | 40  | 34 | 11 | 7  | 16 | 36 | 45 | -9   |
| 16   | Olimpia Grudziądz P          | 40  | 34 | 11 | 7  | 16 | 45 | 56 | -11  |
| 17   | Chojniczanka Chojnice        | 30  | 34 | 8  | 6  | 20 | 46 | 67 | -21  |
| 18   | Wigry Suwałki                | 26  | 34 | 7  | 5  | 22 | 27 | 57 | -30  |

| Légende : Promotions et relégations | Légende : Promotions et relégations                              |
| ----------------------------------- | ---------------------------------------------------------------- |
|                                     | Promotion en Ekstraklasa : 1er et 2e                             |
|                                     | Qualification pour les barrages de montée : 3e au 6e             |
|                                     | Relégation en II liga : 16e, 17e et 18e                          |
|                                     | R : Relégué de première division P : Promu de troisième division |

### Barrages de montée
| Demi-finale 1   | Warta Poznań | 1 - 0   | Bruk-Bet Termalica Nieciecza |  |  |
| 28 juillet 2020 |              | (1 - 0) |                              |  |  |

| Demi-finale 2   | Radomiak Radom | 3 - 1   | Miedź Legnica |  |  |
| 28 juillet 2020 |                | (1 - 0) |               |  |  |

---
| Finale          | Warta Poznań | 2 - 0   | Radomiak Radom |  |  |
| 31 juillet 2020 |              | (0 - 0) |                |  |  |

- Warta Poznań est promu en première division.